# Stepantsi
Stepantsi (en macédonien Степанци) est un village de l'est de la Macédoine du Nord, situé dans la municipalité de Chtip. Le village comptait 12 habitants en 2002. Il est majoritairement turc.

## Démographie
Lors du recensement de 2002, le village comptait :
- Turcs : 12